# István Mudin
István Mudin (ur. 16 października 1881 w Kétegyházie, zm. 22 czerwca 1918 na Dosso del Fine) – węgierski lekkoatleta specjalizujący się konkurencjach rzutowych, uczestnik igrzysk olimpijskich.

## Życiorys
Zdobył dwa medale na igrzyskach międzyolimpijskich w 1906 w Atenach: srebrny w pięcioboju antycznym i brązowy w rzucie dyskiem stylem greckim.
Na igrzyskach olimpijskich w 1908 w Londynie był chorążym reprezentacji Królestwa Węgier. Zajął 7. miejsce w rzucie dyskiem stylem greckim. Wystąpił także w pchnięciu kulą, rzucie młotem i rzucie oszczepem w stylu wolnym, ale jego wyniki są nieznane. Zginął podczas I wojny światowej. 

## Rodzina
Jego młodszy brat Imre Mudin również był lekkoatletą olimpijczykiem, a zięć György Piller mistrzem olimpijskim i mistrzem świata w szermierce.

## Rekordy życiowe
- pchnięcie kulą – 13,97 (1912)
- rzut dyskiem – 41,46 (1910)
- rzut młotem – 39,70 (1910)
- rzut oszczepem - 59,12 (1913)